# Stiphodon multisquamus
Stiphodon multisquamus is een straalvinnige vissensoort uit de familie van grondels (Gobiidae). De wetenschappelijke naam van de soort is voor het eerst geldig gepubliceerd in 1986 door Wu & Ni.